# Ouriçangas
Ouriçangas es un municipio brasileño del estado de Bahía. Su población estimada en 2004 era de 7.772 habitantes.

## Etimología
Ouriçangas viene del tupí guaraní, que significa "fuente de agua fresca"